# Irby upon Humber
Irby upon Humber ou Irby-on-Humber est un petit village et une paroisse civile dans le North East Lincolnshire, en Angleterre. Le village est situé sur la route A46, à 2,4 km au sud-ouest de Laceby. Le village comptait 124 habitants au recensement de 2001, et 128 à celui de 2011. Il abrite la résidence de l'Évêque de Grimsby (en).

## Histoire
D'après David Mills, le nom d'Irby signifie « ferme des Irlandais » ou « village des Irlandais ». Ce nom est porté par d'autres localités d'Angleterre, telles que Irby in the Marsh et Irby, Merseyside (en).
Le cimetière anglo-saxon de Welbeck Hill, en usage entre 425 et 650 environ, se trouve non loin du village.
Dans le Domesday Book, enregistrement du grand inventaire de l'Angleterre du XIe siècle, Irby comptait plus de 71 feux (11 villageois, 7 petits propriétaires et 52 hommes libres) et était donc considéré comme un « très grand » village. L'Église Saint André (St Andrews Church), caractérisée par sa nef du XIIe siècle et son clocher des XIIIe et XIVe siècles, est construite sur le site d'une ancienne église mentionnée dans l'enregistrement du Domesday.
Denzil Holles, un petit-fils du lord-maire de Londres, William Holles, a hérité du manoir d'Irby par son père, à l'occasion de son mariage avec Eleanor, fille d'Edmund Sheffield, 1er Baron de Sheffield, au XVIe siècle. Holles n'était pas un propriétaire absent puisqu'il passait beaucoup de son temps à Irby, et les baptêmes d'au moins cinq de ses enfants sont inscrits dans les registres paroissiaux. Il a apporté de nombreuses améliorations à la succession, et était en train de construire un nouveau manoir quand il est mort en 1591.
Écrivant au XVIIe siècle, lorsque la succession appartenait au fils de Denzel, John Holles, 1er comte de Clare, son cousin Gervase Holles décrivit Irby comme : « ...un endroit dont la douceur de l'air rend heureux et où se trouvent des collines et des vallons très plaisants, où l'on trouve été comme hiver des chemins secs invitant à la promenade, avec une perspective ouverte sur la mer, où il est bon chasser et fauconner, et où les facilités pour promener et entraîner les jeunes chevaux sont aussi bonnes qu'ailleurs. »
En 1840, Irby et la paroisse environnante comptent 263 habitants, et une industrie locale notable était l'extraction de craie près de Dale.